# UEFA
L'Union of European Football Associations (in francese Union des associations européennes de football, "Unione delle federazioni calcistiche europee", acronimo UEFA) è una società, legalmente costituita e registrata ai sensi del codice civile svizzero nel 1954, con sede principale a Nyon, Svizzera, che gestisce il calcio e il calcio a 5 in Europa.
La sua attività, fin dalla costituzione, si è sempre estesa oltre i confini dell'Europa fisica: infatti, oltre ad avere tra gli affiliati originali l'Unione Sovietica (e, a seguire, la Russia) e la Turchia, entrambi paesi transcontinentali, vanta l'affiliazione di Cipro e Israele, geograficamente appartenenti all'Asia; dopo lo scioglimento dell'URSS, sono anche entrate a farne parte le ex repubbliche sovietiche di Armenia, Azerbaigian, Georgia e Kazakistan.
La UEFA organizza, a livello seniores, i campionati europei maschile (dal 1960) e femminile (1984) di calcio, mentre in ambito di club organizza dal 1955 la Champions League, originariamente chiamata Coppa dei Campioni d'Europa, dal 1971 l'Europa League, originariamente Coppa UEFA, e dal 2021 la Conference League; dal 1961 al 1999, organizzò anche la Coppa delle Coppe. Dal 2001, organizza la Women's Champions League, originariamente chiamata Women's Cup. Dal 2013 organizza inoltre la Youth League, competizione riservata alle squadre primavera o Under 19. 
Il suo presidente è, dal 2016, lo sloveno Aleksander Čeferin.

Il vecchio logo della UEFA in uso fino al 2012

## Compiti istituzionali

La giurisdizione della UEFA

Una delle sei confederazioni continentali affiliate alla FIFA, la UEFA rappresenta tutte le federazioni calcistiche d'Europa (più quelle di Armenia, Azerbaigian, Cipro, Georgia, Israele, Kazakistan, Russia e Turchia). La UEFA organizza nove competizioni ufficiali per nazionali e cinque per club.
La federazione calcistica europea, dal punto di vista geopolitico, è di gran lunga la più influente e ricca. Di fatto tutti i migliori calciatori del mondo giocano nelle varie serie calcistiche europee, anche per via dei migliori stipendi a loro assicurati dai vari club continentali, soprattutto inglesi, francesi, tedeschi, italiani e spagnoli. Ai Mondiali di Russia 2018 la UEFA ha raggiunto la quota massima di 14 nazionali sulle 32 ammesse alla fase finale.

## Origine
La UEFA nacque il 15 giugno 1954 a Basilea, Svizzera, per iniziativa delle federazioni calcistiche francese, belga e italiana. La sede fu Parigi fino al 1959, anno in cui la UEFA si spostò a Berna. Il primo segretario generale fu Henri Delaunay, inventore del Campionato europeo per nazioni. Dal 1995 la UEFA ha sede sempre in Svizzera, ma a Nyon. All'inizio la UEFA raggruppava 25 federazioni; oggi sono 55.
In quanto rappresentante delle federazioni europee, la UEFA ha avuto parecchie frizioni con gli organi di giustizia dell'Unione europea. Le sentenze dell'Unione avverse alla UEFA più eclatanti sono state quelle sui diritti televisivi e soprattutto quella sui trasferimenti dei calciatori (la famosa sentenza Bosman), che ha costretto l'organizzazione a riformulare alcune regole per poter essere in linea con le nuove direttive europee in tema di libera circolazione.
L'attuale segretario generale ad interim della UEFA è il greco Theodore Theodoridis, in sostituzione dell'italo-svizzero Gianni Infantino, eletto nel 2016 presidente della FIFA. L'attuale presidente, dal 14 settembre 2016, è lo sloveno Aleksander Čeferin, che, dopo la breve presidenza ad interim dello spagnolo Ángel María Villar, sostituisce l'ex stella del calcio francese Michel Platini, sospeso dall'incarico in seguito alla squalifica del Comitato etico della FIFA.

## Presidenti della UEFA
| Periodo   | Presidente         | Note                                          |
| --------- | ------------------ | --------------------------------------------- |
| 1954-1962 | Ebbe Schwartz      |                                               |
| 1962-1972 | Gustav Wiederkehr  |                                               |
| 1972-1973 | Sándor Barcs       | Ad interim                                    |
| 1973-1983 | Artemio Franchi    |                                               |
| 1983-1990 | Jacques Georges    |                                               |
| 1990-2007 | Lennart Johansson  |                                               |
| 2007-2016 | Michel Platini     | Sospeso dal Comitato etico FIFA per sei anni. |
| 2015-2016 | Ángel María Villar | Ad interim                                    |
| dal 2016  | Aleksander Čeferin |                                               |

## Segretari generali della UEFA
| Periodo                        | Segretario generale            | Note                                                                              |
| Direttore generale (1989-2007) | Direttore generale (1989-2007) | Direttore generale (1989-2007)                                                    |
| ------------------------------ | ------------------------------ | --------------------------------------------------------------------------------- |
| 1989-2003                      | Gerhard Aigner                 |                                                                                   |
| 2003-2007                      | Lars-Christer Olsson           |                                                                                   |
| 2007                           | Gianni Infantino               |                                                                                   |
| Segretario generale (dal 2007) |                                |                                                                                   |
| 2007-2009                      | David Taylor                   |                                                                                   |
| 2009-2016                      | Gianni Infantino               |                                                                                   |
| dal 2016                       | Theodore Theodoridis           | Le cerimonie per i sorteggi sono presiedute dal vice segretario Giorgio Marchetti |

## Competizioni UEFA
Attualmente, come detto, la UEFA organizza nove competizioni per squadre nazionali e cinque per squadre di club; i tornei per le squadre nazionali riguardano anche le categorie giovanili, le squadre femminili e il calcio a cinque.

### Competizioni per squadre nazionali

#### Esistenti
- Campionato europeo di calcio, che ebbe inizio con le qualificazioni tra il 1958 e il 1960 e la cui fase finale si disputa negli anni pari non interessati dalla fase finale del campionato mondiale; le prime due edizioni (1960 e 1964) furono note anche come Coppa Europea per Nazioni. Le prime cinque edizioni si disputarono con la formula della finale a quattro in un Paese: la seconda e terza edizione furono vinte dal Paese ospitante (1964, Spagna, sull'URSS; 1968, Italia, sulla Jugoslavia); mentre la prima che si svolse in Francia dall'URSS che sconfisse in finale la Jugoslavia e la quarta invece in Belgio dalla Germania Ovest che batté nell'ultimo atto l'URSS. La quinta edizione si svolse in Jugoslavia nel 1976 e fu vinta dalla Cecoslovacchia (in finale sulla Germania Ovest).
Dal 1980 il campionato vide otto squadre nella fase finale. Si disputò in Italia e lo vinse la Germania Ovest in finale sul Belgio. Nel 1984 fu la Francia, in casa, a prevalere sulla Spagna in finale. Nel 1988, in Germania Ovest, i Paesi Bassi vinsero il loro primo campionato europeo battendo in finale l'URSS. Nel 1992, in Svezia, la Danimarca fu richiamata a partecipare alla competizione (a pochi giorni dall'inizio) in sostituzione della Jugoslavia (squalificata a causa della guerra civile). In fretta venne allestita la rosa dei 22 partecipanti (i giocatori, quasi tutti in vacanza, vennero rintracciati nei luoghi di villeggiatura) e a sorpresa i danesi vinsero il torneo, battendo 2-0 in finale la Germania campione del mondo in carica.
Dal 1996 la formula è cambiata e il campionato è stato a sedici squadre nella fase finale, fino al 2012. In quell'edizione, disputatasi in Inghilterra, la Germania batté in finale la Repubblica Ceca. Nel 2000, nella prima edizione disputatasi in due nazioni distinte (Paesi Bassi e Belgio), l'Italia si vide soffiare dalla Francia all'ultimo secondo la Coppa. L'edizione del 2004 ha visto l'exploit della Grecia, che ha vinto battendo inaspettatamente il Portogallo, squadra di casa, in finale. L'edizione del 2008 si è tenuta in Svizzera e Austria, conclusasi con la vittoria della Spagna. L'edizione del 2012 è invece svolta in Polonia e Ucraina, e ha visto in finale l'Italia contro la Spagna campione in carica euro-mondiale, che con un perentorio 4-0 si è confermata campione d'Europa, diventando la prima squadra a vincere due edizioni consecutive del torneo. Dal 2016 la fase finale della competizione è a ventiquattro squadre. L'edizione 2016, disputata in Francia, la prima con il nuovo format, è stata vinta dal Portogallo, che ha battuto 1-0 ai supplementari la Francia padrona di casa in finale. Per la nazionale portoghese è stato il primo successo nella competizione. Nel 2021, mantenendo per ragioni di marketing la denominazione Euro 2020, si è affermata l'Italia, al suo secondo successo nella manifestazione, in finale contro l'Inghilterra a Wembley. Finendo 1-1 e decisa nei calci di rigore vincendo 3-2. Della nazionale inglese, è anche il miglior risultato di sempre, in campo europeo. L'edizione 2024, disputata in Germania, ha visto prevalere la Spagna per la quarta volta, battendo 2-1 l'Inghilterra, diventando così la squadra più titolata nella competizione.
- UEFA Nations League: questa competizione prevede la divisione in quattro categorie delle nazionali e la qualificazione di quattro squadre della categoria maggiore alla fase finale. Questa competizione ha dato anche un'opportunità alle nazionali non qualificate normalmente ad Euro 2020 di poterlo fare con i play-off, dove hanno partecipato le 16 squadre che hanno vinto i propri gironi della competizione. La stessa situazione si verificherà per l'Europeo 2024. Il detentore del torneo è il Portogallo, che ha vinto l'edizione del 2024-2025.
- Coppa dei Campioni CONMEBOL-UEFA: competizione disputata tra i vincitori del campionato europeo e quelli della Copa América. Il detentore è l'Argentina, che ha vinto contro l'Italia l'edizione 2022.
- Campionato europeo di calcio Under-21: si è disputato la prima volta nel 1978, vinto dalla Jugoslavia. Dal 1972 al 1976, il campionato era riservato ai giocatori delle nazionali Under-23. L'Italia ha vinto ben 5 volte questo campionato, come la Spagna. L'ultima edizione (2025) è stata vinta dall'Inghilterra.
- Campionato europeo di calcio Under-19: si è disputato la prima volta nel 1974-1975, ed è stato vinto dall'Inghilterra. L'Italia ha vinto questo campionato cinque volte. L'ultima edizione è stata vinta dai Paesi Bassi.
- Campionato europeo di calcio Under-17: prima edizione nel 1982, vinto dall'Italia, che riuscì a ripetersi nella stagione 1987, che però fu anche l'ultima. I detentori della coppa sono il Portogallo.
- Campionato europeo femminile di calcio: competizione prima biennale e poi quadriennale dal 1997. La prima edizione, svoltasi in Europa nel 1984, ha visto la Svezia battere l'Inghilterra in una gara andata e ritorno finita ai tiri a rigore. La Germania ha vinto 8 trofei nella storia della competizione, mentre detentrice del trofeo è l'Inghilterra stessa, che nella finale dell'edizione 2022 (che si sarebbe tra l'altro dovuta tenere nel 2021) ha battuto le tedesche.
- UEFA Women's Nations League
- Coppa dei Campioni CONMEBOL-UEFA (femminile): competizione disputata nel 2023 tra l'Inghilterra, vincitrice del campionato europeo, e il Brasile, che ha vinto la Copa América, e vinta dalla prima.
- Campionato europeo femminile under 19 di calcio: si svolge a cadenza annuale e la prima edizione, svoltasi nel 1998, ha visto il successo della Danimarca contro la Francia in una partita andata e ritorno (unica nella storia della competizione). Dall'edizione 2002 la competizione ospita le nazionali femminili under-19 e non più under-18. Detentrice del trofeo è la Spagna, ad oggi detiene il maggior numero di trofei (7).
- Campionato europeo femminile under 17 di calcio: si svolge a cadenza annuale e la prima edizione, svoltasi in Svizzera nel 2008, ha visto il successo della Germania contro la Francia; le tedesche detengono ad oggi il maggior numero di trofei (8). Detentrice del trofeo sono i Paesi Bassi, al suo primo successo nella competizione.
- Campionato europeo di calcio a 5: disputatosi per la prima volta nel 1996 in Spagna, ha visto una forte supremazia della Spagna che ha vinto sette edizioni su otto, compresa l'edizione 2012 in Croazia. L'Italia ha vinto questo campionato due volte nel 2003 e nel 2014.

#### Soppresse
- Campionato europeo di calcio a 5 Under-21: l'unica edizione si è tenuta a San Pietroburgo nel 2008 e ha visto la vittoria della Russia padrona di casa, con l'Italia seconda.
- Coppa Internazionale: disputata per sei edizioni dal 1927 al 1960, è da considerarsi il precursore dell'Europeo. Si svolgeva con la formula di un girone all'italiana con partite di andata e ritorno in casa delle squadre partecipanti. Solo l'ultima edizione, disputata nel periodo 1955/1960, fu disputata sotto l'egida della UEFA.
- UEFA-CAF Meridian Cup: era un torneo di calcio disputato nel periodo 1997-2007 che ha caratterizzato le squadre nazionali provenienti dall'Europa e dall'Africa fra i giocatori Under-18 e faceva parte del programma di cooperazione tra la UEFA e la CAF.

### Competizioni per club

#### Esistenti
- UEFA Champions League, istituita nel 1955 come Coppa dei Campioni e riservata alle vincitrici dei campionati nazionali e poi alle squadre meglio piazzate. Ha avuto due tornei predecessori, la Coppa dell'Europa Centrale e la Coppa Latina.
- UEFA Europa League, istituita nel 1971 come Coppa UEFA e riservata alle squadre non qualificatesi in Coppa dei Campioni/Champions League. Ha avuto un torneo predecessore, la Coppa delle Fiere.
- UEFA Conference League, istituita nel 2021 e riservata alla squadre non qualificatesi in Europa League.
- Supercoppa UEFA, istituita nel 1973 e riservata prima ai vincitori della Coppa dei Campioni/Champions League e a quelli della Coppa delle Coppe e poi, dal 2000, ai vincitori della Champions League e a quelli della Coppa UEFA/Europa League.
- UEFA Youth League, istituita nel 2013 e riservata alle formazioni Under-19 delle squadre partecipanti alla fase a gironi della Champions League e alle formazioni Primavera vincitrici dei rispettivi campionati nazionali.
- Coppa Intercontinentale Under-20, istituita nel 2022 e riservata ai vincitori della UEFA Youth League e della Coppa Libertadores Under-20.
- UEFA Futsal Champions League, riservata alle squadre vincitrici dei rispettivi campionati nazionali di calcio a 5.
- UEFA Women's Champions League, che dal 2009-2010 ha sostituito la UEFA Women's Cup.

#### Competizioni Amichevoli
- UEFA-CONMEBOL Club Challenge, istituita nel 2023, organizzata a cadenza irregolare e con carattere amichevole, riservata ai vincitori della UEFA Europa League e a quelli della Coppa Sudamericana

#### Soppresse
- Coppa delle Coppe, abolita nel 1999, era riservata alle vincitrici delle Coppe nazionali.
- Coppa Intercontinentale, abolita nel 2004, organizzata con la CONMEBOL, era riservata alle vincitrici della Coppa dei Campioni e Coppa Libertadores ed è confluita nella Coppa del mondo per club FIFA nel 2005 e anche con la Coppa Intercontinentale FIFA nel 2024.
- Coppa Intertoto UEFA, abolita nel 2008, era riservata alle formazioni con la miglior classifica fra quelle non ammesse alla Coppa UEFA, per accedere a tale competizione.

La Juventus, l'Ajax, il Bayern Monaco, il Chelsea e il Manchester Utd sono le sole squadre ad aver vinto tutte le competizioni UEFA stagionali in vigore fino alla stagione 2020-2021 (Coppa dei Campioni/Champions League, Coppa delle Coppe e Coppa UEFA/Europa League). La Juventus, essendo stata la prima società a centrare le tre coppe europee stagionali, ha ricevuto come riconoscimento dalla confederazione europea di calcio una Targa UEFA (en. UEFA Plaque) il 12 luglio 1988 a Ginevra (Svizzera). Inoltre la Juventus è stata, fino alla disputa della prima finale di Europa Conference League nel maggio 2022, la sola squadra ad aver vinto tutte le sei competizioni ufficiali per club, gestite dalla UEFA fino alla stagione 2020-2021.

### Detentori dei titoli
| Competizione                                    | Campione            | Titolo        | Secondo posto           | Edizione in corso |
| Club maschili                                   | Club maschili       | Club maschili | Club maschili           | Club maschili     |
| ----------------------------------------------- | ------------------- | ------------- | ----------------------- | ----------------- |
| UEFA Champions League                           | Paris Saint-Germain | 1º            | Inter                   | 2024-2025         |
| UEFA Europa League                              | Tottenham           | 3º            | Manchester Utd          | 2024-2025         |
| UEFA Conference League                          | Chelsea             | 1º            | Betis                   | 2024-2025         |
| Supercoppa UEFA                                 | Paris Saint-Germain | 1º            | Tottenham               | 2025              |
| UEFA Youth League                               | Barcellona          | 3º            | Trabzonspor             | 2024-2025         |
| Coppa Intercontinentale Under-20                | Flamengo            | 1º            | Olympiacos              | 2024              |
| UEFA Futsal Champions League                    | Palma               | 3º            | Qairat                  | 2024-2025         |
| Club femminili                                  |                     |               |                         |                   |
| UEFA Women's Champions League                   | Arsenal             | 2º            | Barcellona              | 2024-2025         |
| Nazionali maschili                              |                     |               |                         |                   |
| Campionato europeo di calcio                    | Spagna              | 4º            | Inghilterra             | 2024              |
| UEFA Nations League                             | Portogallo          | 2º            | Spagna                  | 2024-2025         |
| Coppa dei Campioni CONMEBOL-UEFA                | Argentina           | 2º            | Italia                  | 2022              |
| Campionato europeo di calcio Under-21           | Inghilterra         | 4º            | Germania                | 2025              |
| Campionato europeo di calcio Under-19           | Paesi Bassi         | 1º            | Spagna                  | 2025              |
| Campionato europeo di calcio Under-17           | Portogallo          | 7º            | Francia                 | 2025              |
| UEFA Futsal Championship                        | Portogallo          | 2º            | Russia                  | 2022              |
| Futsal Finalissima                              | Portogallo          | 1º            | Spagna                  | 2022              |
| UEFA Under-19 Futsal Championship               | Portogallo          | 1º            | Spagna                  | 2023              |
| Nazionali femminili                             |                     |               |                         |                   |
| Campionato europeo femminile di calcio          | Inghilterra         | 1º            | Spagna                  | 2025              |
| UEFA Women's Nations League                     | Spagna              | 1º            | Francia                 | 2023-2024         |
| Women’s Finalissima                             | Inghilterra         | 1º            | Brasile                 | 2023              |
| Campionato europeo femminile under 19 di calcio | Spagna              | 7º            | Francia                 | 2025              |
| Campionato europeo femminile under 17 di calcio | Paesi Bassi         | 1º            | Norvegia                | 2025              |
| UEFA Women's Futsal Championship                | Spagna              | 3º            | Ucraina                 | 2023              |
| Competizioni Amatoriali                         |                     |               |                         |                   |
| UEFA Regions’ Cup                               | Aragón              | 1º            | Dolnośląski             | 2025              |
| Competizioni Amichevoli                         |                     |               |                         |                   |
| UEFA-CONMEBOL Club Challenge                    | Siviglia            | 1º            | Independiente del Valle | 2023              |

## Federazioni aderenti alla UEFA
Le Federazioni aderenti alla UEFA sono 55.
| Nazione              | Federazione                                                                               | Anno di adesione | Membro FIFA |
| -------------------- | ----------------------------------------------------------------------------------------- | ---------------- | ----------- |
| Albania              | Federata Shqiptare e Futbollit                                                            | 1954             | SI          |
| Andorra              | Federació Andorrana de Futbol                                                             | 1996             | SI          |
| Armenia              | Football Federation of Armenia                                                            | 1992             | SI          |
| Austria              | Österreichischer Fussball-Bund                                                            | 1954             | SI          |
| Azerbaigian          | Azərbaycan Futbol Federasiyaları Assosiasiyası                                            | 1994             | SI          |
| Belgio               | Union Royale Belge des Sociétés de Football Association/Koninklijke Belgische Voetbalbond | 1954             | SI          |
| Bielorussia          | Football Federation of Belarus                                                            | 1993             | SI          |
| Bosnia ed Erzegovina | Fudbalski Savez Bosne i Hercegovine                                                       | 1998             | SI          |
| Bulgaria             | Bulgarski Futbolen Soius                                                                  | 1954             | SI          |
| Cipro                | Cyprus Football Association                                                               | 1962             | SI          |
| Croazia              | Hrvatski Nogometni Savez                                                                  | 1993             | SI          |
| Danimarca            | Dansk Boldspil Union                                                                      | 1954             | SI          |
| Estonia              | Eesti Jalgpalli Liit                                                                      | 1992             | SI          |
| Fær Øer              | Fótbóltssamband Føroya                                                                    | 1990             | SI          |
| Finlandia            | Suomen Palloliitto                                                                        | 1954             | SI          |
| Francia              | Fédération Française de Football                                                          | 1954             | SI          |
| Galles               | The Football Association of Wales                                                         | 1954             | SI          |
| Georgia              | Georgian Football Federation                                                              | 1992             | SI          |
| Germania             | Deutscher Fußball-Bund                                                                    | 1954             | SI          |
| Gibilterra           | Gibraltar Football Association                                                            | 2013             | SI          |
| Grecia               | Hellenic Football Federation                                                              | 1954             | SI          |
| Inghilterra          | The Football Association                                                                  | 1954             | SI          |
| Irlanda              | The Football Association of Ireland                                                       | 1954             | SI          |
| Irlanda del Nord     | The Irish Football Association                                                            | 1954             | SI          |
| Islanda              | Knattspyrnusamband Íslands                                                                | 1954             | SI          |
| Israele              | HaHitakhdut leKaduregel beYisrael                                                         | 1994             | SI          |
| Italia               | Federazione Italiana Giuoco Calcio                                                        | 1954             | SI          |
| Kazakistan           | Football Federation of Kazakhstan                                                         | 2002             | SI          |
| Kosovo               | Federata e Futbollit e Kosovës                                                            | 2016             | SI          |
| Lettonia             | Latvijas Futbola Federācija                                                               | 1992             | SI          |
| Liechtenstein        | Liechtensteiner Fussballverband                                                           | 1974             | SI          |
| Lituania             | Lietuvos futbolo federacija                                                               | 1992             | SI          |
| Lussemburgo          | Fédération Luxembourgeoise de Football                                                    | 1954             | SI          |
| Macedonia del Nord   | Football Federation of North Macedonia                                                    | 1994             | SI          |
| Malta                | Malta Football Association                                                                | 1960             | SI          |
| Moldavia             | Federaţia Moldovenească de Fotbal                                                         | 1993             | SI          |
| Montenegro           | Fudbalski savez Crne Gore                                                                 | 2007             | SI          |
| Norvegia             | Norges Fotballforbund                                                                     | 1954             | SI          |
| Paesi Bassi          | Koninklijke Nederlandsche Voetbal Bond                                                    | 1954             | SI          |
| Polonia              | Polski Związek Piłki Nożnej                                                               | 1954             | SI          |
| Portogallo           | Federação Portuguesa de Futebol                                                           | 1954             | SI          |
| Rep. Ceca            | Fotbalová asociace České republiky                                                        | 1954             | SI          |
| Romania              | Federaţia Română de Fotbal                                                                | 1954             | SI          |
| Russia               | Rossijskij Futbol'nyj Sojuz                                                               | 1954             | SI          |
| San Marino           | Federazione Sammarinese Giuoco Calcio                                                     | 1988             | SI          |
| Scozia               | The Scottish Football Association                                                         | 1954             | SI          |
| Serbia               | Fudbalski Savez Srbije                                                                    | 1954             | SI          |
| Slovacchia           | Slovenský futbalový zväz                                                                  | 1993             | SI          |
| Slovenia             | Nogometna zveza Slovenije                                                                 | 1992             | SI          |
| Spagna               | Real Federación Española de Fútbol                                                        | 1954             | SI          |
| Svezia               | Svenska Fotbollförbundet                                                                  | 1954             | SI          |
| Svizzera             | Associazione Svizzera di Football                                                         | 1954             | SI          |
| Turchia              | Türkiye Futbol Federasyonu                                                                | 1962             | SI          |
| Ucraina              | Federatsija Futbolu Ukrajini                                                              | 1992             | SI          |
| Ungheria             | Magyar Labdarúgó Szövetség                                                                | 1954             | SI          |

NB: Lo sfondo grigio scuro indica le Federazioni che hanno aderito alla UEFA nell'anno della fondazione (1954).

### Membri sospesi
- Russia (sospesa nel 2022 in seguito all'invasione dell'Ucraina).

### Ex membri
Tra le federazioni fondatrici nel 1954 c'erano anche le disciolte federazioni:
- Saarland (confluita in quella della Repubblica Federale Tedesca nel 1956).
- Repubblica Democratica Tedesca (confluita in quella della Repubblica Federale Tedesca nel 1990).

### Nazionali partecipanti alle fasi finali dei Campionati del Mondo
- 20:  Germania (10 come  Germania Ovest) (4 vittorie)
- 18:  Italia (4 vittorie)
- 17:  Spagna (1 vittoria)
- 16:  Francia (2 vittorie),  Inghilterra (1 vittoria)
- 14:  Belgio
- 13:  Serbia (8 come  Jugoslavia, 1 come  Repubblica Federale di Jugoslavia e 1 come  Serbia e Montenegro)
- 12:  Svezia,  Svizzera
- 11:  Paesi Bassi,  Russia (7 come  Unione Sovietica)
- 9:  Polonia,  Portogallo,  Rep. Ceca (8 come  Cecoslovacchia),  Ungheria
- 8:  Scozia
- 7:  Austria,  Bulgaria,  Romania
- 6:  Croazia,  Danimarca
- 3:  Grecia,  Irlanda,  Irlanda del Nord,  Norvegia
- 2:  Galles,  Slovenia,  Turchia
- 1:  Bosnia ed Erzegovina,  Islanda,  Israele,  Germania Est[14],  Slovacchia,  Ucraina
- 0:  Albania,  Andorra,  Armenia,  Azerbaigian,  Bielorussia,  Cipro,  Estonia,  Fær Øer,  Finlandia,  Georgia,  Gibilterra,  Kazakistan,  Kosovo,  Lettonia,  Liechtenstein.  Lituania,  Lussemburgo,  Macedonia del Nord,  Malta,  Moldavia,  Montenegro,  San Marino

## Arbitri
Questi sono i 274 arbitri a disposizione della UEFA.

### Categoria Elite
Aggiornato al 20 giugno 2024.
| Nazione              | Arbitro                            | Dal  |
| -------------------- | ---------------------------------- | ---- |
| Bielorussia          | Aljaksej Kul'bakoŭ                 | 2006 |
| Bosnia ed Erzegovina | Irfan Peljto                       | 2023 |
| Francia              | Benoît Bastien                     | 2014 |
| Francia              | François Letexier                  | 2017 |
| Francia              | Clément Turpin                     | 2010 |
| Germania             | Daniel Siebert                     | 2015 |
| Germania             | Tobias Stieler                     | 2014 |
| Germania             | Felix Zwayer                       | 2012 |
| Grecia               | Anastasios Sidīropoulos            | 2011 |
| Inghilterra          | Michael Oliver                     | 2012 |
| Inghilterra          | Anthony Taylor                     | 2013 |
| Israele              | Orel Grinfeld                      | 2012 |
| Italia               | Marco Guida                        | 2023 |
| Italia               | Davide Massa                       | 2014 |
| Italia               | Daniele Orsato                     | 2010 |
| Norvegia             | Espen Eskås                        | 2023 |
| Paesi Bassi          | Serdar Gözübüyük                   | 2012 |
| Paesi Bassi          | Danny Makkelie                     | 2011 |
| Polonia              | Szymon Marciniak                   | 2011 |
| Portogallo           | Artur Soares Dias                  | 2010 |
| Romania              | Ovidiu Hațegan                     | 2008 |
| Romania              | István Kovács                      | 2010 |
| Russia               | Sergej Karasëv                     | 2010 |
| Serbia               | Srđan Jovanović                    | 2015 |
| Slovacchia           | Ivan Kružliak                      | 2011 |
| Slovenia             | Slavko Vinčić                      | 2010 |
| Spagna               | Jesús Gil Manzano                  | 2014 |
| Spagna               | José María Sánchez Martínez        | 2017 |
| Spagna               | Alejandro José Hernández Hernández | 2023 |
| Svezia               | Glenn Nyberg                       | 2023 |
| Svizzera             | Sandro Schärer                     | 2015 |
| Turchia              | Halil Umut Meler                   | 2017 |

### Categoria First
| Nazione            | Arbitro                        | Dal  |
| ------------------ | ------------------------------ | ---- |
| Albania            | Enea Jorgji                    | 2012 |
| Albania            | Juxhin Xhaja                   | 2023 |
| Austria            | Sebastian Gishamer             | 2023 |
| Austria            | Harald Lechner                 | 2010 |
| Austria            | Julian Weinberger              | 2018 |
| Azerbaigian        | Əliyar Ağayev                  | 2013 |
| Belgio             | Erik Lambrechts                | 2014 |
| Belgio             | Lawrence Visser                | 2017 |
| Bulgaria           | Georgi Kabakov                 | 2013 |
| Croazia            | Igor Pajač                     | 2023 |
| Croazia            | Duje Strukan                   | 2017 |
| Danimarca          | Jakob Kehlet                   | 2011 |
| Danimarca          | Morten Krogh                   | 2023 |
| Estonia            | Kristo Tohver                  | 2010 |
| Francia            | Jérôme Brisard                 | 2018 |
| Francia            | Willy Dejalod                  | 2023 |
| Francia            | Stéphanie Frappart             | 2009 |
| Georgia            | Giorgi Kruashvili              | 2015 |
| Germania           | Sven Jablonski                 | 2024 |
| Germania           | Harm Osmers                    | 2020 |
| Germania           | Sascha Stegemann               | 2023 |
| Grecia             | Anastasios Papapetrou          | 2023 |
| Inghilterra        | John Brooks                    | 2024 |
| Inghilterra        | Chris Kavanagh                 | 2019 |
| Israele            | Yigal Frid                     | 2024 |
| Italia             | Marco Di Bello                 | 2018 |
| Italia             | Maurizio Mariani               | 2019 |
| Italia             | Simone Sozza                   | 2024 |
| Lettonia           | Andris Treimanis               | 2011 |
| Lituania           | Manfredas Lukjančukas          | 2023 |
| Lituania           | Donatas Rumšas                 | 2016 |
| Macedonia del Nord | Aleksandar Stavrev             | 2006 |
| Montenegro         | Nikola Dabanović               | 2009 |
| Norvegia           | Rohit Saggi                    | 2023 |
| Paesi Bassi        | Allard Lindhout                | 2023 |
| Polonia            | Bartosz Frankowski             | 2014 |
| Polonia            | Paweł Raczkowski               | 2013 |
| Polonia            | Damian Sylwestrzak             | 2024 |
| Portogallo         | Luís Miguel Branco Godinho     | 2024 |
| Portogallo         | Antonio Emanuel Carvalho Nobre | 2023 |
| Portogallo         | João Pinheiro                  | 2016 |
| Rep. Ceca          | Ondrej Berka                   | 2024 |
| Romania            | Marian Barbu                   | 2024 |
| Romania            | Horațiu Feșnic                 | 2015 |
| Romania            | Radu Petrescu                  | 2009 |
| Russia             | Sergej Ivanov                  | 2014 |
| Scozia             | John Beaton                    | 2012 |
| Scozia             | Nick Walsh                     | 2018 |
| Serbia             | Nenad Minakovič                | 2024 |
| Slovacchia         | Filip Glova                    | 2016 |
| Slovenia           | Matej Jug                      | 2007 |
| Slovenia           | Rade Obrenović                 | 2017 |
| Spagna             | Ricardo de Burgos Bengoetxea   | 2018 |
| Spagna             | Juan Martinez Munuera          | 2023 |
| Svezia             | Mohammed Al-Hakim              | 2015 |
| Svezia             | Andreas Ekberg                 | 2013 |
| Svizzera           | Urs Schnyder                   | 2023 |
| Ucraina            | Mykola Balakin                 | 2023 |
| Ungheria           | Balász Berke                   | 2023 |
| Ungheria           | Tamás Bognár                   | 2009 |

## I valori UEFA
Gli 11 valori UEFA sono i valori che l'UEFA si prefigge di trasmettere attraverso tutte le sue competizioni: sono undici in quanto rappresentano simbolicamente una formazione di calcio e furono presentati da Platini, allora presidente della confederazione, nel 2009.
Essi sono i seguenti:
1. Calcio in primo piano. In una qualunque scelta presa dalla UEFA, il calcio deve essere inteso come gioco, sport e fonte di spettacolo.
2. Struttura piramidale e sussidiarietà. A livello internazionale ed europeo la UEFA, la FIFA e le altre federazioni nazionali cooperano per difendere meglio gli interessi del calcio.
3. Unità e leadership. La UEFA prende le sue decisioni in un ambito di consenso generale tra i club e non attraverso dettami.
4. Buon governo e autonomia. Le decisioni UEFA sono prese in modo trasparente e democratico, difendendo l'autonomia della struttura sportiva.
5. Calcio di base e solidarietà. La UEFA si impegna a promuovere i giovani calciatori e a creare strutture in grado di garantire una crescita per i talenti in erba.
6. Protezione dei giovani e istruzione. La UEFA garantisce un'istruzione ai giovanissimi che intraprendono questo sport e si trovano a giocare nelle più alte competizioni; si impegna inoltre a proteggerli evitando che i minorenni si trasferiscano troppo presto in altri paesi.
7. Integrità dello sport e scommesse. Le scommesse sono una buona fonte d'entrata per il calcio, ma devono essere effettuate in un ambito di integrità sportiva.
8. Fair play finanziario e regolarità delle competizioni. La UEFA approva e fa rispettare il fair play finanziario in modo che le competizioni siano sempre regolari dal punto di vista sportivo.
9. Nazionali e club. La UEFA si impegna a mantenere un equilibrio tra livello di nazionale e livello di club.
10. Rispetto. La UEFA non tollera comportamenti violenti, episodi di razzismo e doping. Il rispetto verso tutti coloro che fanno parte del mondo del calcio è fondamentale.
11. Il modello sportivo europeo e la specificità dello sport. La UEFA si basa su un modello europeo; nelle competizioni ci saranno possibilità di promozioni o di retrocessioni, competizione aperta e principi di solidarietà.

## European Club Forum
L'European Club Forum (ECF) fu un'unità operativa istituita dalla UEFA nel 2002 per rafforzare i legami tra la Confederazione e i principali club delle allora 52 associazioni membro. Era composto da 102 club calcistici, includendo tutte le società affiliate al G-14, riuniti al fine di ottenere una tutela comune dei diritti sportivi, legali e televisivi di fronte alla FIFA, di cui undici erano eletti per il proprio comitato in virtù del ranking confederale. I club che avevano vinto almeno cinque trofei in competizioni internazionali ufficiali durante il periodo d'attività dell'ECF: Real Madrid, Milan, Juventus, Liverpool, Ajax, Bayern Monaco, Inter, Barcellona, Porto, Manchester Utd, Anderlecht e Valencia erano designati membri permanenti del Forum.
Nell'estate 2008 l'organismo fu fuso con il citato G-14 per creare l'European Club Association (ECA).